# Joey DeMaio

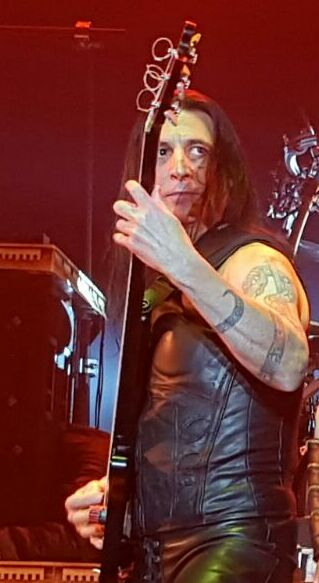
Joey DeMaio, 2016

Joey DeMaio (* 6. März 1954 in Auburn, New York) ist ein amerikanischer Musiker der als Bassist und Band-Leader der von ihm in den frühen 1980ern gegründeten True-Metal-Band Manowar bekannt ist.

## Leben
Joey DeMaio ist italienisch-amerikanischer Abstammung, wobei der amerikanische Teil auf Indianer zurückzuführen ist. Nach eigenen Angaben spielte er im Alter von elf Jahren in seiner ersten Band und als Jugendlicher Bassgitarre in verschiedenen Schüler-Bands. Anfang der 1970er Jahre ging er mit dem Musical Godspell (Uraufführung 1971 in New York) auf Tournee. Die musikalischen Fähigkeiten seiner Orchesterkollegen und des Dirigenten beeindruckten ihn als musikalischen Autodidakten sehr, sodass er sich vom Dirigenten unterrichten ließ. Im Jahre 1980 war er als Pyrotechniker und Roadie mit der Heavy-Metal-Band Black Sabbath auf deren Heaven-and-Hell-Tournee unterwegs. Dort lernte er Ross „The Boss“ Friedman, den Gitarristen der Vorgruppe Shakin’ Streets, kennen, mit dem er die Gründung der eigenen Band Manowar beschloss. Manowars Debütalbum Battle Hymns erschien 1982.
Über das Privatleben DeMaios ist nur wenig bekannt; sein Alter wie das der anderen Manowar-Mitglieder wurde von der taz als „eines der ungelüfteten Geheimnisse des Heavy Metal“ bezeichnet. Er ist unverheiratet und kinderlos. Zu seinen musikalischen Vorbildern zählt er neben Bands wie Black Sabbath vor allem Richard Wagner. Neben dem epischen Entwurf von dessen Bühnenwerken ist er von Wagner vor allem als technischem Innovator und Erneuerer der nordischen Mythologie fasziniert. Er hat einen Doktortitel in Musikwissenschaften und wurde Mitglied der Knights of Malta Amerika. Im Rahmen der Knights of Malta engagiert sich DeMaio in diversen Hilfsprojekten für die dritte Welt. Wegen des Rückgriffs auf Glaubensinhalte der nordischen Mythologie, des Christentums und auch der Indianer wurde DeMaio nach seinem persönlichen Glauben befragt, worauf er jedoch nicht eingeht, da er diesen als Privatangelegenheit ansieht. Er sprach sich jedoch gegen die Behauptung zahlreicher Religionen, nur sie seien der „eine Weg“, aus: Jeder habe das Recht, zu glauben, was er wolle.
DeMaio spielt einen Rickenbacker-Custom-Bass mit speziellem schmalem Hals und Tremolo, genannt Piccolo Bass, den er mit seinem Basstechniker Dawk zusammen entworfen hat. Er gilt als sehr guter Bassist, auch wenn er bei Manowar, von Ausnahmen wie der Hummelflug-Adaptation Sting of the Bumblebee oder der Rossini-Adaptation William’s Tale abgesehen, meist einfachere Bassläufe spielt. Er schreibt Lieder für Manowar und organisiert auch Touren und Auftritte für die Band.

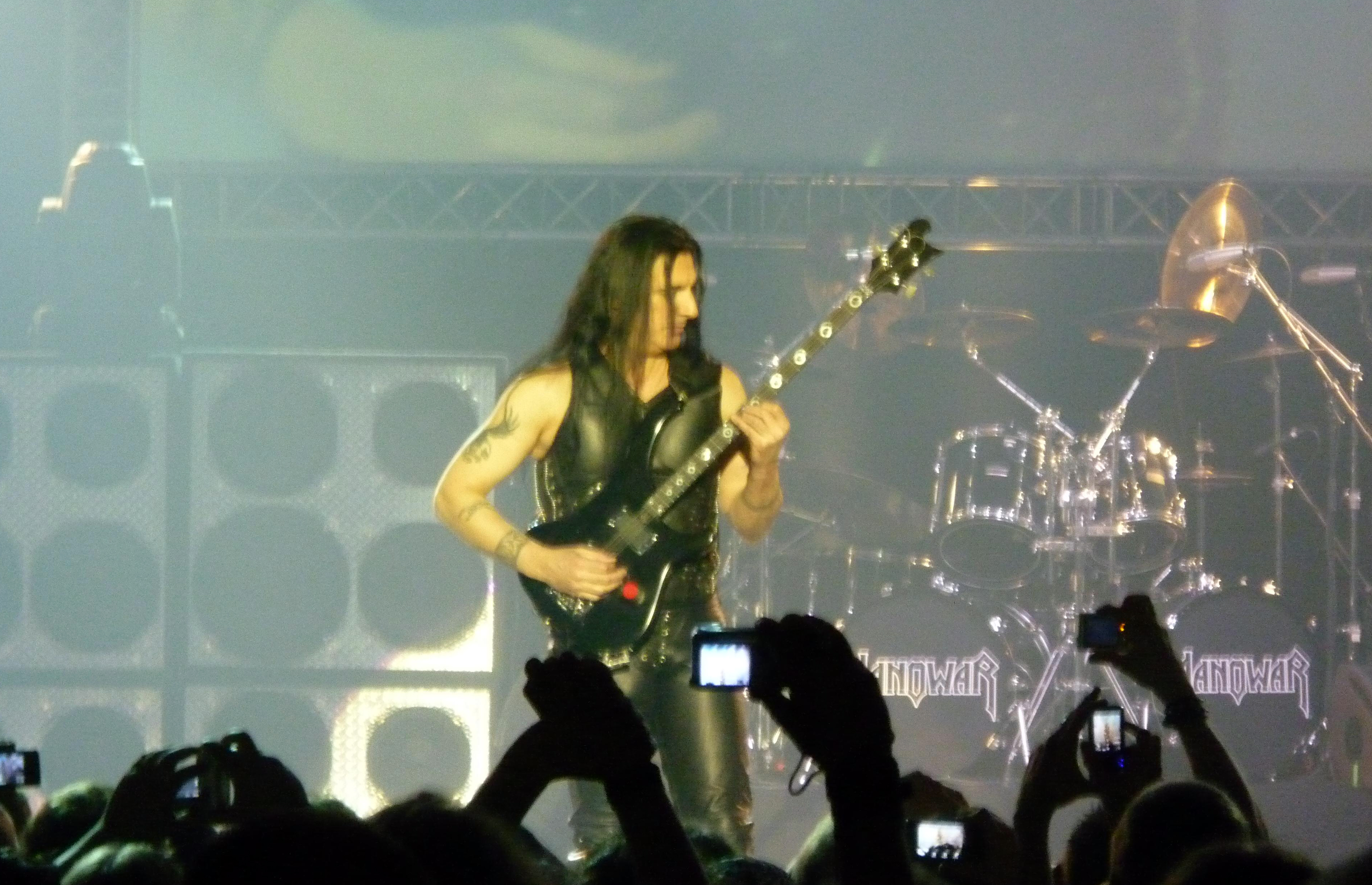
DeMaio in Berlin, 2010

Neben Manowar ist DeMaio für das Plattenlabel Magic Circle Music verantwortlich, bei welchem Bands wie Bludgeon und Metalforce unter Vertrag stehen. Darüber hinaus tritt er in jüngster Vergangenheit vermehrt als Musikproduzent (u. a. HolyHell, Feinstein) in Erscheinung.

## Kritik
Durch die Gründung der Band Manowar rief Joey DeMaio Anfang der 1980er Jahre eine der bis heute weltweit erfolgreichsten Metal-Bands ins Leben, die musikalisch wie stilistisch diese Musikrichtung prägte. Dennoch oder gerade deswegen gilt DeMaio als eine der umstrittensten Persönlichkeiten innerhalb des Genres.
DeMaio ist neben der Komposition auch für fast alle Texte der Band zuständig. Inhaltlich geraten diese immer wieder in die Kritik, da der Gegenstand der Texte oftmals aus extremer Gewalt besteht (Kill with Power, All who stand in my way will die by steel). Darüber hinaus werden einige Lieder als sexistisch bezeichnet (Pleasure Slave). DeMaio hat im Laufe der Jahre in mehreren Interviews darauf aufmerksam gemacht, dass die Texte nicht wortwörtlich genommen werden sollten, diese aber auf der anderen Seite ein fester Bestandteil des Genres seien. Politische oder gar sozialkritische Themen liegen ihm fern. Von den Anhängern der Band werden die Texte in der Regel ebenfalls mit einer gewissen Selbstironie verstanden.
Das Auftreten DeMaios und der Band Manowar in der Öffentlichkeit bei Konzerten wie in Interviews bezeichnen viele Kritiker als überheblich und von Selbstüberschätzung gekennzeichnet. So verstand die Band sich schon sehr früh als Speerspitze der Metal-Bewegung und proklamierte für sich, der einzig wahre oder zumindest der überzeugteste Vertreter des Heavy Metals zu sein. Der Begriff des True Metals wurde von Manowar geprägt und bezeichnet heute eine bestimmte Strömung innerhalb des Metals, die diesen in der Tradition der klassischen Musik sieht. Die Reklamation einer besonderen Rolle gipfelte im Jahre 1988 in dem Album Kings of Metal; diesen Titel sollen laut Manowar die Fans der Band verliehen haben, gleichzeitig wurde und wird er allerdings teilweise von anderen als ungerechtfertigt abgelehnt.
Einen Höhepunkt erreichte die Kritik im Jahre 2006, als in der Zeitschrift Rock Hard ein Interview des Chefredakteurs Götz Kühnemund mit DeMaio erschien. In diesem konfrontierte Kühnemund DeMaio mit diversen Vorwürfen wie dem Einsatz von Playback bei einem Konzert oder dem absichtlichen Hinauszögern der nächsten Tournee. Am Ende des Interviews offenbarte DeMaio, dass er bereit sei, für den Metal notfalls zu sterben, eine Aussage, die Kühnemund und auch viele Fans als unglaubwürdig einstuften. Als Reaktion darauf veröffentlichten Manowar den Titel Die for Metal, der am 16. Februar 2007 während der TV-Show Fight Night des Senders ProSieben uraufgeführt wurde und der auch als Bonustitel auf dem folgenden Album Gods of War erschien. Dieser Titel wurde Götz Kühnemund gewidmet. Dieser wiederum bezeichnete DeMaio 2010 als Hofnarren der Metal-Subkultur.

## Zitate
„Einerseits sind unsere Texte von der Aussage her ernst gemeint, denn Heavy Metal bedeutet für uns eine Lebenseinstellung, und die wollen wir unseren Fans auch vermitteln. Andererseits ist ihre Umsetzung - wie beispielsweise in Hail and Kill - sehr metaphorisch, so dass sie nicht wortwörtlich genommen werden und durchaus mit einem Augenzwinkern verstanden werden soll. Das liegt einfach daran, dass diese Musikart für uns unweigerlich mit bestimmten Klischees verbunden ist.“

“I believe in the fans. I believe in metal more than anybody you’ve ever met. And another thing, I’m prepared to die for metal. Are you?”

„Ich glaube an die Fans. Ich glaube an den Metal, mehr als jeder andere, den Du je getroffen hast. Und noch etwas: Ich bin bereit, für den Metal zu sterben. Du auch?“